# Оганесов, Рубен Юрьевич
Рубе́н Ю́рьевич Огане́сов (род. 14 июня 1964, Москва) — российский медиаменеджер и журналист, управляющий директор субхолдинга «Газпром-медиа Развлекательное телевидение». Кандидат экономических наук, член Правления Национальной Ассоциации телевещателей, член Правления Комитета национальных и неолимпийских видов спорта России, Академик Евразийской Академии телевидения и радио, член Международной Академии телевидения и радио (IATR), член-корреспондент Международной Академии менеджмента (IAM).

## Биография
Родился 14 июня 1964 года. В 1986 году окончил исторический факультет Московского государственного областного педагогического института им. Н. К. Крупской, кандидат экономических наук c 2005 года.
Проходил срочную военную службу в вооруженных силах СССР до ноября 1987 года.

### Трудовая деятельность
С января 1988 года по ноябрь 1989 года работал в Государственном Комитете СССР по телевидению и радиовещанию в качестве редактора и начальника отдела, с ноября 1989 года по февраль 1991 года — Секретарь Комитета ВЛКСМ Гостелерадио СССР и с февраля 1991 года по май 1991 года — редактор главной редакции информации Центрального телевидения Гостелерадио СССР.
С июня 1991 года по февраль 1992 года — старший редактор отдела оперативной информации Студии информационных программ Всесоюзной государственной телерадиовещательной компании (ВГТРК), а с марта 1992 года по апрель 1995 года — корреспондент, специальный корреспондент Информационного телевизионного агентства Российской государственной телерадиокомпании «Останкино».
С 1995 по 1999 год и с 2002 по 2004 гг. — Президент ЗАО Продюсерская фирма «Медиастар».
С 2000 по 2002 год — Генеральный директор телеканала «Муз-ТВ» (ЗАО «ТВ сервис»). В феврале 2000 года «Муз-ТВ» под руководством Оганесова прошел ребрендинг, став первым круглосуточным российским телеканалом. Был изменен дизайн студий, заставок. 21 ноября 2000 года канал получил премию ТЭФИ в номинации «Лучший телевизионный дизайн». Начато сотрудничество с мировыми мейджорами (Universal Music, Warner). А в 2001 году «Муз-ТВ» присуждена гран-при Международного фестиваля компьютерной графики и анимации «Аниграф» и Национальной музыкальной премии «Овация», а также выдан специальный приз жюри «Золотая Муза» по итогам конкурса PROMA X&BDA. После вручения призов на пресс-конференции выступил Р. Ю. Оганесов, речь которого была отмечена сравнением артистов с товаром.
С февраля 2004 по август 2009 года — Генеральный директор телеканала «7ТВ» (ООО «Спортивный телеканал 7ТВ»). Рубен Оганесов сменил на должности Олега Аксёнова. После назначения Оганесова на канале стали чаще показывать дартс, пул и покер. На «7ТВ» было увеличено количество выпусков спортивных новостей (ежедневно выходило по 30 выпусков). Телеканал показал в прямом эфире автомобильную гонку на выносливость «24 часа Ле-Мана» и гонку на автомобилях с открытыми колёсами «500 миль Индианаполиса», а также кольцевую гонку «Супербайк», Red Bull Air Race, X-Games, финал Кубка Англии, финальную игру за звание чемпиона Национальной футбольной лиги (НФЛ) Соединенных Штатов Америки «Супербоул». Рубен Оганесов покинул «7ТВ» осенью 2009 года, незадолго до изменения концепции вещания на телеканале.
С 2007 по 2009 гг. (по совместительству) — председатель совета директоров телеканала «Муз-ТВ» (ЗАО «ТВ сервис»).
С 2009 по 2012 гг. — генеральный директор ОАО «Телевидение Подмосковья» и с 2012 года (по совместительству) — генеральный директор ООО «Медиа Подмосковье».
В декабре 2012 года назначен руководителем Главного управления по информационной политике Московской области (в ранге министра).
С октября 2017 года назначен на позицию советника Генерального директора «Почты России» по внешним коммуникациям.
В мае 2018 года назначен заместителем Генерального директора по маркетингу и внешним коммуникациям «Почты России».
В апреле 2020 года назначен советником генерального директора холдинга «Газпром-медиа». Спустя три месяца он стал одним из управляющих директоров субхолдинга «Газпром-медиа Развлекательное телевидение» (ГПМ РТВ).

### Работа вПравительстве Московской области
В 2014 году под руководством Оганесова была произведена модернизация инфраструктуры и подходов к созданию медиапространства Московской области. В течение года были преобразованы областное радио и телевидение, увеличены тиражи областных и муниципальных газет, создано областное информационное агентство и информационные порталы в сети интернет.
Областной телеканал провёл ребрендинг, получив новое название «360° Подмосковье», сменил формат на информационно-развлекательный, ориентированным на широкий круг зрителей. «360 градусов Подмосковье» стал первым телеканалом в Российской Федерации, у которого появился вертолет Robinson R-44.
Областное радио сменило название на «Наше Подмосковье», перешло на УКВ-частоту, увеличив охват слушателей. Была проведена работа по развитию сети вещания, в настоящее время ведутся переговоры по получению ФМ-частот. В 2015 году, в связи с критикой ОНФ расходов региональных правительств на обеспечение информирования населения, радио вновь начало процесс модернизации, но не прекратило своё существование.
В 2014 году произошло переформатирование областной газеты «Ежедневные новости Подмосковье». Помимо ежедневной газеты появился еженедельник — газета «Подмосковье. Неделя»..
Основой интернет-вещания в Московской области стал портал «В Подмосковье».Этот проект был создан совместно с РИА «Новости». На его основе заработало Региональное информационное агентство Московской области. Помимо портала «В Подмосковье» информирование жителей области о деятельности органов власти обеспечивают порталы Московской области — mosreg.ru и my.mosreg.ru и более 150 онлайн-СМИ муниципальных образований Московской области.
Результаты проведенных преобразований подтверждаются исследованиями. По рейтингу «Медиалогии» по итогам 2014 года телеканал «360 градусов Подмосковье» занял 7 место по цитируемости среди СМИ Москвы и Московской области, Региональное информационное агентство Московской области — 8 место, газета «Подмосковье. Сегодня» («Ежедневные новости Подмосковье») — 11 место.
В июне 2014 года по заказу Главного управления по информационной политике Московской области TNS Gallap Media было проведено исследование аудитории печатных средств массовой информации, распространяемых на территории муниципальных образований. Результат: газета «Подмосковье Сегодня» («Ежедневные новости Подмосковье») — 3 место по размеру аудитории одного номера, «Наше Подмосковье» — 10 место среди еженедельных изданий.
С 2014 года на территории Московской области велась работа по созданию многофункциональных медийных центров.
В 2015 году планировалось завершить создание областного медиахолдинга и подключить муниципальные образования к формированию новой информационной политики региона.

## Награды и звания
- Премия Губернатора Московской области «За достижения в области Средств Массовой Информации» (2007)[33].
- Почётный радист Российской Федерации (2010)[34].
- Патриарший знак «700-летие преподобного Сергия Радонежского»[35].
- Звание «Медиа-менеджер года» (номинации «Электронные СМИ — Телевидение», 2008, 2011)[17].
- Звание победителя в номинации «Менеджер года в государственном и муниципальном управлении» (2014)[36].